# Provinca Dajabón
Dajabón (španska izgovarjava: [daxaˈβon]) je ime province in njenega istoimenskega glavnega mesta v Dominikanski republiki ob meji s Haitijem. Do leta 1938 je bila del skupne province s provinco Monte Cristi, do leta 1961 pa je bila znana kot Libertador.

## Izvor imena
Ime province izvira od staroselskega ljudstva Taíno, ki jo kliče Dahaboon. Tako imenujejo tudi glavno reko območja, današnjo reko Dajabón.

## Nahajališče
Provinca se nahaja na severozahodnem delu države. Na severu meji na provinco Monte Cristi, na vzhodu na provinco Santiago Rodríguez, na jugu pa na provinco Elías Piña. Na zahodu province je državna meja s Haitijem.

## Občine in občinski okraji
Provinca je bila 20. junija 2006 razdeljena na naslednje občine in občinske okraje (D.M.-je):
- Dajabón
  - Cañongo (D.M.)
- El Pino
  - Manuel Bueno (D.M.)
- Loma de Cabrera
  - Capotillo (DM)
  - Santiago de la Cruz (D.M.)
- Partido
- Restauración

Spodnja tabela prikazuje števila prebivalstev občin in občinskih okrajev iz popisa prebivalstva leta 2012. Mestno prebivalstvo vključuje prebivalce sedežev občin/občinskih okrajev, podeželsko prebivalstvo pa prebivalce okrožij (Secciones) in sosesk (Parajes) zunaj okrožij.
| Občina           | Skupno prebivalstvo | Mestno prebivalstvo | Podeželsko prebivalstvo |
| ---------------- | ------------------- | ------------------- | ----------------------- |
| Dajabón          | 25.983              | 18.725              | 7.258                   |
| El Pino          | 6.698               | 1.597               | 5.101                   |
| Loma de Cabrera  | 20.665              | 10.330              | 10.335                  |
| Partido          | 7.593               | 2.058               | 5.535                   |
| Restauración     | 6.948               | 3.698               | 3.250                   |
| Provinca Dajabón | 67.887              | 36.408              | 31.479                  |

Za celoten seznam občin in občinskih okrajev države, glej Seznam občin Dominikanske republike.

## Geografija
V južnem delu province najdemo Cordillero Central (sl. "Osrednja gorska veriga"). Severni del je pretežno uravnan in savanski, nahaja pa se znotraj Doline reke Yaque del Norte, znani tudi kot »Línea Noroeste«.

### Reke
Edina večja reka v provinci je Dajabón, znana tudi kot Masacre (po fr. Massacre). Od mesta Dajabón pa vse do svojega ustja po reki poteka državna meja s Haitijem. Druge reke v okolici so precej krajši pritoki omenjene reke in reke Artibonite.

### Podnebje
Provinca ima pretežno tropsko podnebje. Večino leta je tu precej vroče, le v gorskem delu se nekoliko ohladi. 

## Gospodarstvo
Kot v večini obmejnih provinc republike je tudi tukaj gospodarstvo precej šibko. Velik pomen ima trgovina s Haitijem, še posebej v glavnem mestu. V gorah se preživljajo predvsem z gojenjem kave in fižola, na severu province z vzgojo riža in banan, v savanah okrog prestolnice pa prevladuje živinoreja. 